# Mamila (Jerusalén)

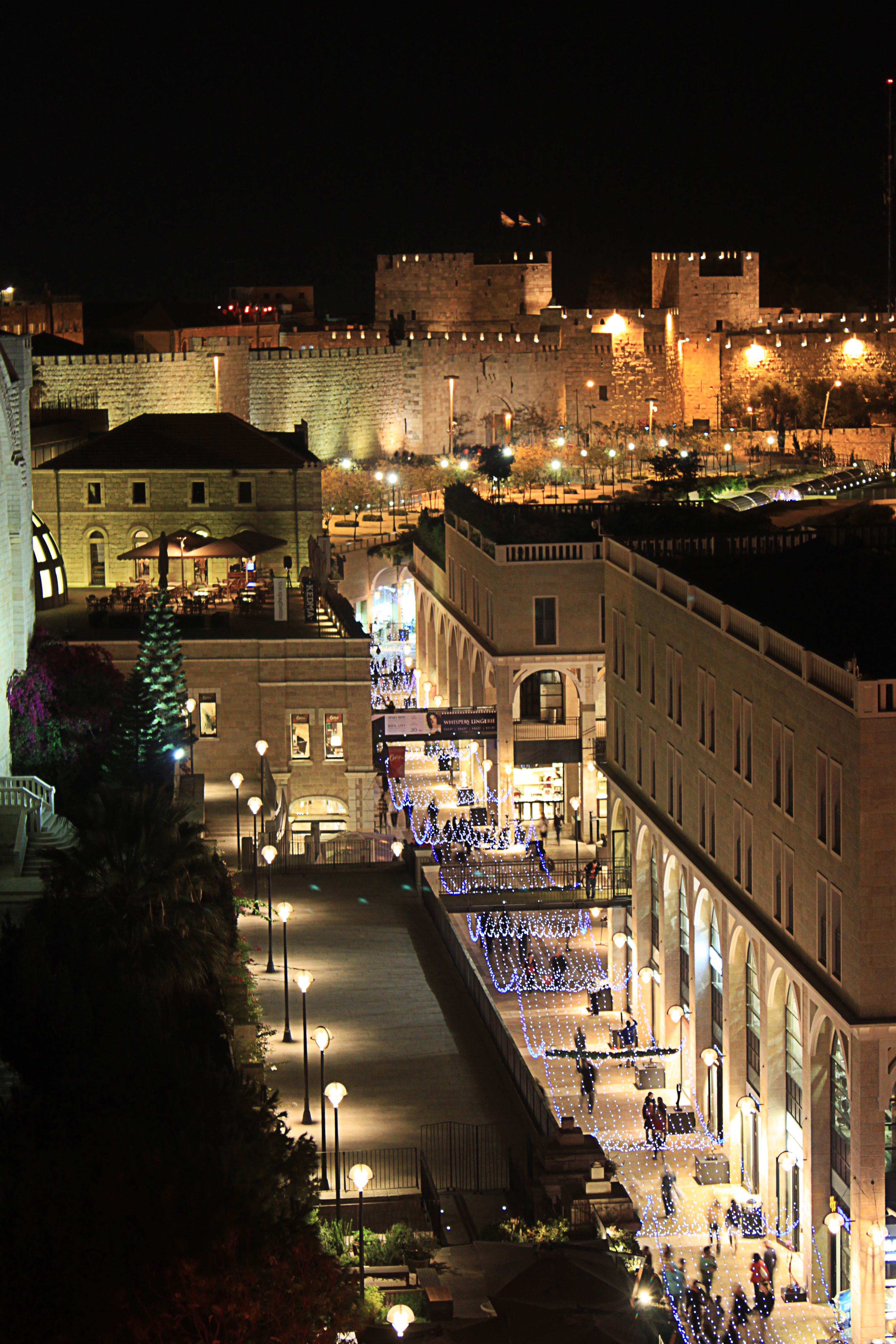
Mamila, en 2011.

Mamila (en hebreo: ממילא‎) es un barrio de Jerusalén fundado a fines del siglo XIX en las afueras de la Ciudad Vieja, al oeste de la Puerta de Jaffa. Era un distrito judío-árabe de negocios. Entre la guerra árabe-israelí de 1948 y la guerra de los Seis Días de 1967, estuvo ubicado a lo largo de la línea de armisticio entre sector israelí y el sector jordano de la ciudad y muchos edificios fueron destruidos por el bombardeo jordano. El gobierno israelí aprobó un proyecto de renovación urbana para Mamila, por el cual repartió tierras para las zonas residenciales y comerciales, incluyendo espacio para hoteles y oficinas. El centro comercial Mamila abrió sus puertas en el 2007.

## Etimología
El nombre «Mamila» puede ser una corrupción de la palabra hebrea para «el relleno» (memale), aunque se trata de una etimología incierta. Según otras fuentes, la palabra «Mamila» probablemente proviene del árabe. ما من الله (minala), que significa «lo que es de Dios». El nombre posiblemente se refiere a una iglesia primitiva que existió en el lugar o quizás esté conectado con un santo cristiano homónimo. En esta zona se ubica también un cementerio islámico del mismo nombre y en su centro se encuentra la piscina de Mamila, uno de los tres embalses construidos por Herodes I el Grande durante el siglo I a. C.

## Geografía

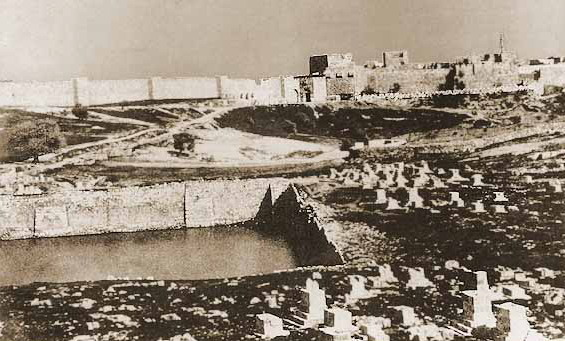
Piscina de Mamila, a mediados del.

El barrio de Mamila está ubicado al interior de la extensión noroccidental del Valle del Gehena. El barrio está delimitado por la Puerta de Jaffa y la Calle Jaffa al este y al norte, el centro y el barrio Rejavia hacia el oeste y la pendiente del barrio Yemín Moshé a lo largo de su límite suroccidental. Su área total es de 120 dunam (0.12 km², 0.05 mi²).